# سماح أبو بكر عزت
سماح أبو بكر عزت هي كاتبة مصرية تخصصت في أدب الطفل والكتابة للأطفال، وأقامت العديد من ورش الكتابة للأطفال في مصر وفي بلدان أخرى، وحظيت بالتكريم وحازت على العديد من الجوائز داخل مصر وخارجها، وهي ابنة الممثل المصري الراحل أبو بكر عزت، والكاتبة المصرية الراحلة كوثر هيكل.

## مؤلفاتها
ألفت سماح أبو بكر عزت عدة مؤلفات فيما يتعلق بأدب الطفل تجاوز عددها 40 كتابًا تنوعت ما بين القصص والكتب التاريخية، ومنها:
- الدائرة الحائرة: صدرت عام 2020 عن دار نهضة مصر للنشر، وفازت جائزة الهيئة الدولية لكتب اليافعين لعام 2020، وهي واحدة من أهم الجوائز الثقافية في مجال أدب الطفل واليافعين.[4][5]
- وجه القمر: صدرت عام 2020 عن دار دار البرج ميديا للنشر والتوزيع.[6]
- مروة وأصدقاء البحر: صدرت عام 2020 عن دار نهضة مصر للطباعة والنشر.[7]
- غابة بين الامواج: صدرت عام 2020 عن دار نهضة مصر للطباعة والنشر.[8]
- لؤلؤة في السماء: صدرت عام 2020 عن دار نهضة مصر للطباعة والنشر.[9]
- علي وصديقه الذكي: صدرت عام 2019 عن دار الهدهد للنشر والتوزيع.[10]
- سر القبعة الصفراء: صدرت عام 2019 عن دار أشجار للنشر والتوزيع.[11]
- وحدي في الصندوق: صدرت عام 2017 عن دار البنان للطباعة والتسجيل والنشر والتوزيع.[12]
- أشياء في حياة العلماء: صدرت عام 2017 عن دار نور المعارف للنشر والتوزيع.[13]
- حمادة صانع السعادة: صدرت عام 2017 عن دار البرج ميديا للنشر والتوزيع.[14]
- رسالة إلى صديقي عمر: صدرت عام 2017 عن دار البرج ميديا للنشر والتوزيع.[15]
- حكاية الأبيض والأسود: صدرت عام 2017 عن دار البرج ميديا للنشر والتوزيع.[16]
- جميلة والشقيقات الثلاث: صدرت عام 2016 عن الدار المصرية اللبنانية.[17]
- سر البحر الأزرق: صدرت عام 2016 عن دار دار البستاني للنشر والتوزيع.[18]
- اللعبة المدهشة: صدرت عام 2015 عن دار أكاديميا انترناشونال.[19]
- لاثون كتابا وكتاب: صدرت عام 2014 عن دار البستاني للنشر والتوزيع.[20]
- بستان العدالة: صدرت عام 2014 عن دار أصالة للطباعة والنشر والتوزيع وفازت بجائزة خليفة التربوية.[21]
- أرخص الكنوز: صدرت عام 2014 عن دار أصالة للطباعة والنشر والتوزيع.[22]
- الثعلب والأرنب المحتال
- هدية الجبل: صدرت عام 2014 عن أصالة للطباعة والنشر والتوزيع.[23]
- صهيل من ذهب: صدرت عام 2014 عن دار أصالة للطباعة والنشر والتوزيع.[24]
- المتهم فأر: صدرت عام 2014 عن دار أصالة للطباعة والنشر والتوزيع.[25]
- حصان حسان: صدرت عام 2013 عن دار أصالة للطباعة والنشر والتوزيع.[26]
- فأر في بيت تامر: صدرت عام 2013 عن دار أصالة للطباعة والنشر والتوزيع.[27]
- في جيبى قلعة ومعبد: صدرت عام 2011 عن دار نهضة مصر.[28]
- توتة توتة بدأت الحدوتة: صدرت عام 2010 عن دار أخبار اليوم.[29]
- العطاء الصامت: صدرت عام 2007 عن دار نهضة مصر.[30]
- هديل
- سر السماء الحمراء
- البيت الذهبي
- تاج الربيع
- جسور الجبان
- شموس.
- جواد الحلم
- حبيبة وسر الحقيبة
- أشياء
- رحلة العصفور الاخضر

## الجوائز
حصلت الكاتبة سماح أبو بكر عزت على العديد من الجوائز العربية والدولية في مجال أدب الطفل والكتابة الدرامية للأطفال، ومن بينها:
- الجائزة الذهبية في مجال السيناريو من مهرجان الإبداع العربى عن مسلسل «علاء الدين وكنز جدو أمين».[بحاجة لمصدر]
- جائزة المجلس الدولى لكتب اليافعين بسويسرا عام ٢٠٢٠ عن قصة «الدائرة الحائرة».[31]
- جائزة خليفة التربوية عن قصة بستان العدالة.
- جائزة معرض الكتاب عن قصة «قناة لا تعرف المحال» [32]
- جائزة خاصة للطفل ضمن جوائز معرض القاهرة الدولي للكتاب لعام 2022.